# Massengräber in Sežana

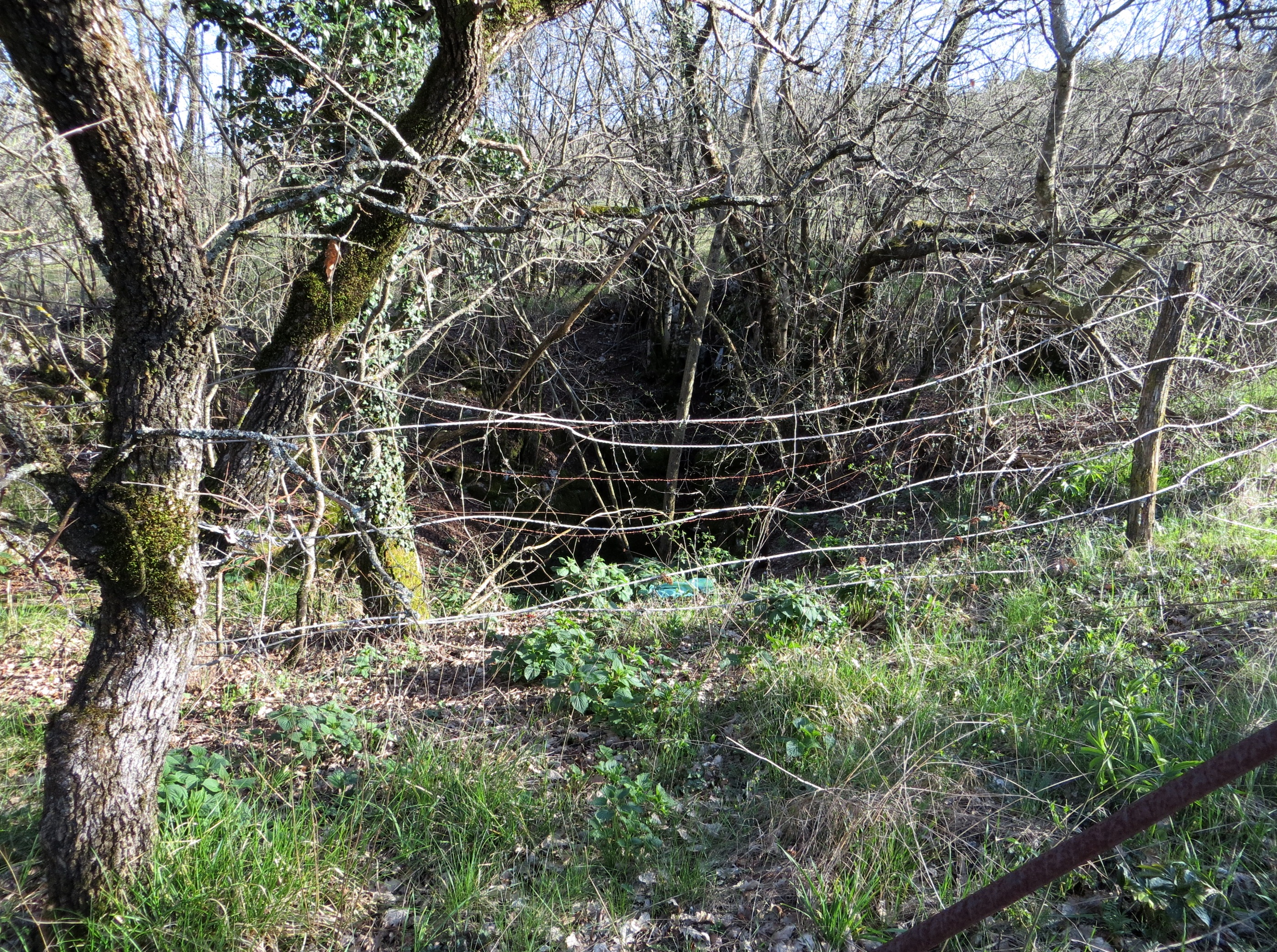
Massengrab der Golobivnica-Höhle

Auf dem Gebiet der Gemeinde Sežana in Slowenien wurden bisher (Stand Februar 2024) insgesamt zwei Massengräber in Lipica und Zabukovica aus der Zeit um den Zweiten Weltkrieg gefunden.

## Lipica
In Lipica befindet sich ein Massengrab aus dem Zweiten Weltkrieg. 
- Das Massengrab des Lipica-Schachts (slowenisch: Grobišče Lipiško brezno) liegt etwa 500 Meter südwestlich des von Bäumen gesäumten Boulevards beim Gestüt. Es enthält eine unbestimmte Anzahl menschlicher Überreste .[1]

## Prelože pri Lokvi
In Prelože pri Lokvi wurde ein Massengrab aus der Zeit des Zweiten Weltkriegs gefunden.
- Das Massengrab der Golobivnica-Höhle (Grobišče Jama Golobivnica) liegt etwa 1 Kilometer östlich von Lokev. Es handelt sich um einen Schacht, der die Überreste von Zivilpersonen aus der Umgebung enthält, die während des Krieges ermordet wurden, sowie von Zivilpersonen aus Triest und Umgebung, die nach dem Krieg ermordet wurden. Es wird geschätzt, dass der Schacht die Überreste von bis zu 250 Opfern enthält .[2]